# 维拉雷贾
维拉雷贾（義大利語：Villareggia），是意大利都灵省的一个市镇。总面积11平方公里，人口1012人，人口密度92.0人/平方公里（2009年）。ISTAT代码为001304。